# 1755 (album)
1755 je jedanaesti studijski album portugalskog gothic metal-sastava Moonspell. Album je 3. studenog 2017. objavila diskografska kuća Napalm Records.

## O albumu
Za razliku od prethodnih albuma skupine, sve su skladbe na portugalskom jeziku. Konceptualni je album koji prati priču o potresu u Lisabonu 1755. godine.
Bio je snimljen u studijima Antfarm Studios i Poison Apple Studios, a producirao ga je i miksao Tue Madsen, poznat po svojem radu s grupama Meshuggah, The Haunted, Dark Tranquillity, Dir En Grey i Die Apokalyptischen Reiter. Naslovnicu je izradio João Diogo. Na nekim su se skladbama pojavili gostujući pjevači, kao na skladbi "In Tremor Dei", na kojoj se pojavio Paulo Bragança.

## Popis pjesama
Tekstovi: Fernando Ribeiro. 
| 1.    | »Em Nome do Medo«                                        | U ime straha           | 5:32 |
| 2.    | »1755«                                                   |                        | 5:12 |
| 3.    | »In Tremor Dei«                                          | U strahu od Boga       | 4:26 |
| 4.    | »Desastre«                                               | Katastrofa             | 3:22 |
| 5.    | »Abanão«                                                 | Potres                 | 4:08 |
| 6.    | »Evento«                                                 | Događaj                | 4:44 |
| 7.    | »1 de Novembro«                                          | 1. studenog            | 3:53 |
| 8.    | »Ruínas«                                                 | Ruševine               | 4:45 |
| 9.    | »Todos os Santos«                                        | Svi sveci              | 5:10 |
| 10.   | »Lanterna dos Afogados« (obrada Os Paralamas do Sucessa) | Svjetionik za potonule | 6:30 |
| 47:42 |                                                          |                        |      |

| Bonus skladba s digipak inačice albuma | Bonus skladba s digipak inačice albuma | Bonus skladba s digipak inačice albuma | Bonus skladba s digipak inačice albuma | Bonus skladba s digipak inačice albuma | Bonus skladba s digipak inačice albuma | Bonus skladba s digipak inačice albuma | Bonus skladba s digipak inačice albuma | Bonus skladba s digipak inačice albuma | Bonus skladba s digipak inačice albuma |
| Br.                                    | Skladba                                | Trajanje                               |                                        |                                        |                                        |                                        |                                        |                                        |                                        |
| -------------------------------------- | -------------------------------------- | -------------------------------------- | -------------------------------------- | -------------------------------------- | -------------------------------------- | -------------------------------------- | -------------------------------------- | -------------------------------------- | -------------------------------------- |
| 11.                                    | »Desastre« (španjolska inačica)        | 3:26                                   |                                        |                                        |                                        |                                        |                                        |                                        |                                        |
| 51:08                                  |                                        |                                        |                                        |                                        |                                        |                                        |                                        |                                        |                                        |

## Zasluge
| Moonspell - Mike Gaspar – bubnjevi - Pedro Paixão Telhada – klavijature - Fernando Ribeiro – vokali - Ricardo Amorim – gitara - Aires Pereira – bas-gitara Dodatni glazbenici - Carmen Simões – zborski vokali - Mariangela Demurtas – zborski vokali - Sílvia Guerreiro – zborski vokali - Soen – darbuka (na skladbi "1755") - Jon Phipps – orkestracija (na skladbi "Em Nome de Medo"), aranžman, produkcija (tijekom pretprodukcije) - Paulo Bragança – vokali (na skladbi "In Tremor Dei") | Ostalo osoblje - Tiago Canadas – pomoćni inženjer zvuka, pomoćnik pri snimanju - Paulo Mendes – fotografija - Adriano Esteves – logotip - João Diogo – naslovnica, ilustracije, omot albuma - Tue Madsen – produkcija, miksanje, mastering |